# Mida salicifolia
Mida salicifolia är en sandelträdsväxtart som beskrevs av Allan Cunningham.
Mida salicifolia ingår i släktet Mida och familjen sandelträdsväxter. Utöver nominatformen finns också underarten Mida salicifolia myrtifolia.